# الحاج مصطفى
الحاج مصطفى، داي الجزائر الذي حكم لبضع سنوات من 1700 إلى 1705. وسيشارك في نزاعات إيالة الجزائر في الغرب والشرق.
في عام 1700، ثار الإنكشاريون في الجزائر بعد انتصار ميليشيا تونس على جيش قسنطينة، والتي فقدت 500 جندي تم إرسال آذانهم المقطوعة كجوائز تذكارية إلى تونس. في الجزائر العاصمة كان يجب أن يستقيل الداي حاج الشاوش وينتخب الداي الحاج مصطفى . جاء لمساعدة تابعه علي خوجة، بك قسنطينة وهزم باي تونس بالقرب من سطيف في معركة جمعة العلماء في 3 أكتوبر 1700. إلى الغرب، يواجه هجوم مولاي إسماعيل الذي تمكن من هزيمته على Chelif . في عام 1702، أبرم معاهدة سلام جديدة مع إبراهيم الشريف بك تونس الجديد مقابل دفع الجزية. لكن في العام التالي، رفض باي تونس دفع ما تم الاتفاق عليه، مما أدى إلى استئناف الأعمال العدائية. أطلق الحاج مصطفى رحلة استكشافية إلى تونس، وأسر البيك في معركة الكاف في يوليو 1705. حاصر تونس التي عرضت السلام بـ 150 ألف قرش. الحاج مصطفى يرفض في البداية، والحصار يغرق و — في مواجهة مقاومة السكان العنيدة - يجب أن يتراجع في النهاية. في غضون ذلك، تحولت الميزة، وسحب اقتراح الجزية من تونس واضطر الداي إلى التراجع الكارثي إلى الجزائر.

أنهت بعثة 1705 إلى تونس حكمه، الذي وصفه المؤرخ محفوظ قداش :